# Réseau routier de la Guyane

Carte de la Guyane

En raison de la superficie de la Guyane, le réseau routier guyanais est jugé peu dense. Ce réseau a d'abord été exclusivement situé sur le littoral (RN 1), pour desservir les zones devenues les plus peuplées de Guyane.
L'accès aux communes de l'intérieur se fait grâce à des moyens complémentaires de transport, comme la pirogue ou l'avion (desserte quotidienne pour Saül et Maripasoula par exemple) ou plus rarement l'hélicoptère. Le quad est également de plus en plus utilisé.

## Histoire
Le réseau routier est apparu vers les années 1970. Auparavant, il n'existait que la RN1 reliant Cayenne à Matoury par les zones Collery.

## Caractéristiques
Au 31 décembre 2009, la longueur totale du réseau routier principal du département de la Guyane se répartit en 440 kilomètres de routes nationales, 408 kilomètres de routes départementales et 1 311 kilomètres de voies communales. Le département n'est pas traversé par une autoroute

## Réseau de routes nationales

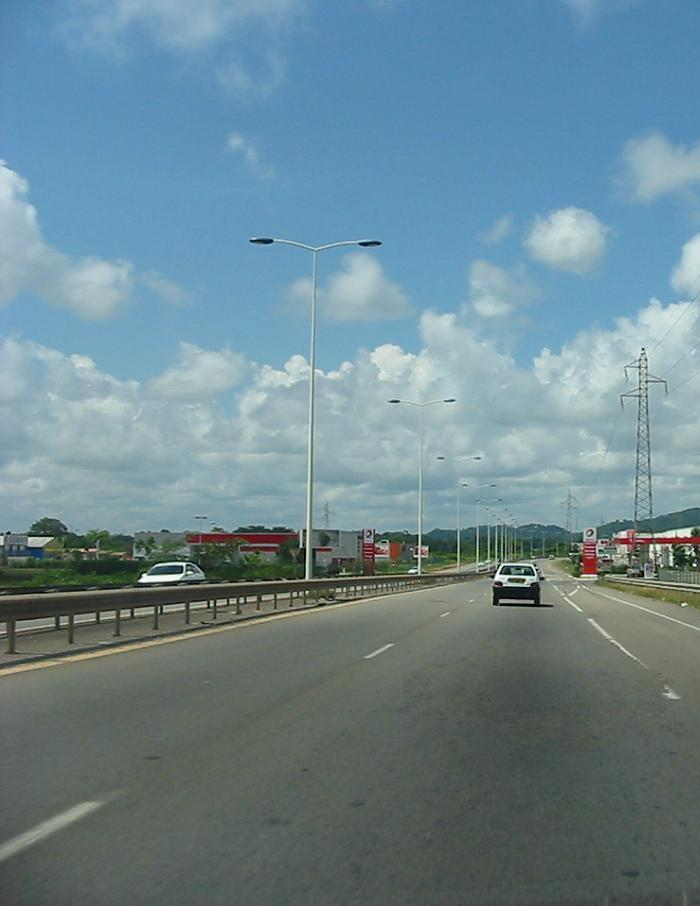
Voies express aux alentours de Cayenne

Ces routes constituent l'armature du réseau. Elles relient les principales villes guyanaises (Cayenne, Kourou, Saint-Laurent-du-Maroni) entre elles et à l'aéroport principal de Cayenne.
Il existait quatre routes nationales (RN 1, RN 2, RN 3, RN 4). Depuis les lois de décentralisation du gouvernement Raffarin, il ne reste plus que deux routes nationales (RN 1, RN 2) d'une longueur totale d'un peu moins de 450 km (en 2011).
Elles sont soumises à des restrictions de poids en saison des pluies (48 tonnes en saison sèche, 32 tonnes en saison des pluies, hors ponts). Certaines très petites portions autour de Cayenne sont des voies rapides permettant le contournement ou l'entrée dans l'agglomération cayennaise. Elles totalisent à elles toutes environ 6 km.
Ces routes traversent les grands fleuves guyanais sur des ponts parfois impressionnants (ex : le pont sur la rivière de Cayenne est long de 1 225 m). Avant leur construction relativement récente (à Régina, le pont sur l'Approuague fut inauguré en 2004), des pirogues, puis des bacs transportaient personnes et marchandises, ainsi que véhicules d'une rive à l'autre.

### Route nationale 1

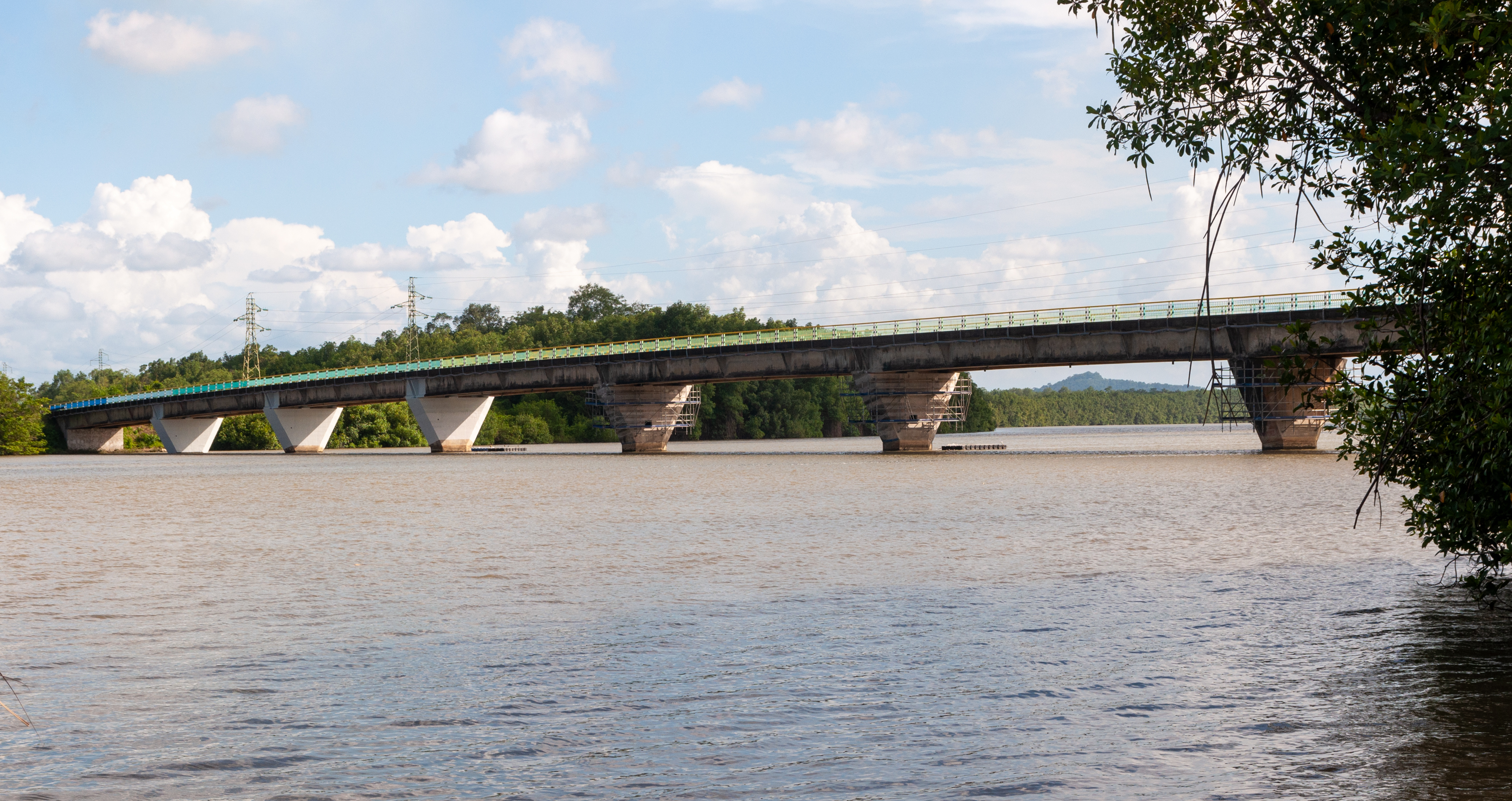
Pont de la RN 1 sur le fleuve Kourou.

La route nationale 1 ou RN 1 peut être divisée en deux portions. La première portion comprend les voies expresses qui mènent du carrefour Leblond au carrefour de Balata. L'autre tronçon de la RN 1 relie Cayenne, au niveau du carrefour de Balata à Saint-Laurent-du-Maroni (limitrophe du Suriname). Elle dessert les communes de Macouria, Kourou, Sinnamary, Iracoubo. Cette route fut détournée dans les années 1990, pour les besoins du centre spatial guyanais. En effet l'ancien tronçon Kourou-Sinnamary traverse celui-ci. Il est aujourd'hui interdit au public et rebaptisé «route de l'espace».

### Route nationale 2
La route nationale 2 (RN 2) relie Cayenne à Saint-Georges-de-l'Oyapock (limitrophe du Brésil). La construction de cette route a été le grand chantier routier des années 1990-2010. Prolongée par la BR-156, elle rejoint Oiapoque en traversant la frontière entre le Brésil et la France par le pont sur l'Oyapock, achevé en 2011, mais inauguré seulement en mars 2017. En raison des conditions météorologiques en saison des pluies, ce chantier a été particulièrement difficile. Pour les mêmes raisons, la route, terminée en 2005, subit une dégradation continuelle que les services d'entretien peinent à contenir (présence de nids de poule, surtout sur la section Régina - Saint-Georges-de-l'Oyapock).
Ce chantier piloté par la DEAL a fait l'objet d'une étude d'impact et de mesures compensatoires pour limiter son impact environnemental. Néanmoins la contribution de cet axe à la fragmentation des écosystèmes forestiers reste un problème majeur, de même que son rôle facilitateur pour une pénétration, chasse, et exploitation pas toujours légale de la forêt ou de l'or.
La vitesse a été limitée à 70 km/h, par arrêté préfectoral 412 a du 14 février 2005, du point zéro dit carrefour giratoire de Balata à Saint-Georges-de-l'Oyapock, pendant les travaux d'amélioration de la voirie. Depuis 2010, la circulation est de nouveau limité à 90 km/h sur toute la RN 2, hors agglomération. La vitesse maximale passe à 80 km/h à partir du 1er juillet 2018.
Depuis le 1er mars 2013, un barrage permanent de gendarmerie (sur la rive ouest du pont de Régina (4° 17′ 23,04″ N, 52° 08′ 18,87″ O) permet le contrôle de tous les véhicules, afin de lutter contre les différents trafics, comme l'orpaillage clandestin, ou les passages de clandestins. Ce même type de barrage est présent au carrefour Margot à Saint-Laurent-du-Maroni (déplacé depuis Iracoubo en novembre 2022), sur la RN1.

## Réseau de routes départementales
On distingue deux types de route départementale :
- les routes départementales en milieu urbain. Elles ont le statut de boulevard urbain (exemple: RD 2 route de Rémire-Montjoly, RD 18 rocade de Cayenne).

- les routes départementales en milieu rural.

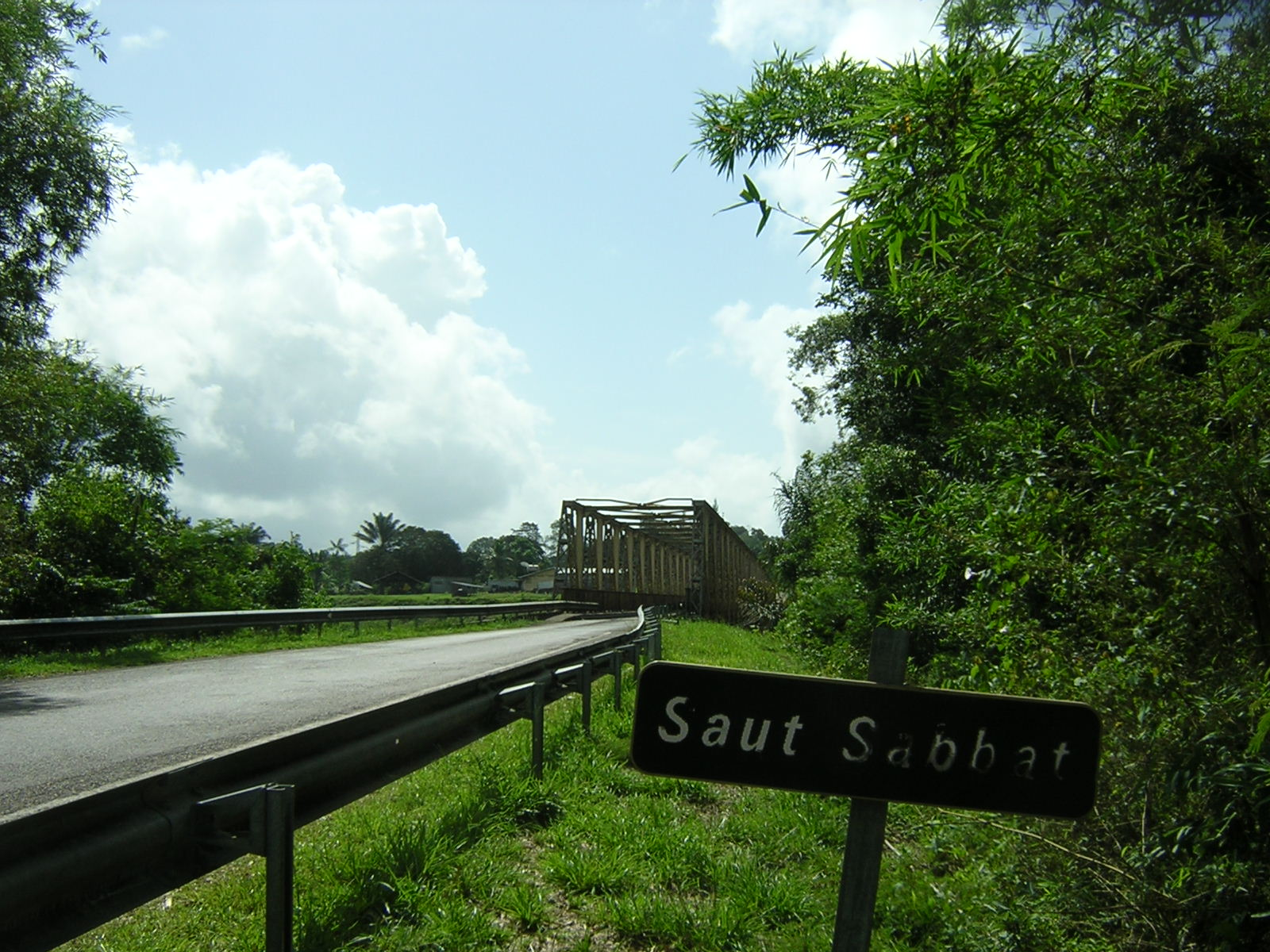
Pont de Saut Sabbat.

Ce sont des routes plus petites (type « routes de campagnes ») qui supportent un trafic moins dense. Elles desservent les villages du littoral. La longueur totale du réseau départemental était de l'ordre de 400 km en 2005. La traversée des petits cours d'eau se fait par l'intermédiaire de chaussées posées sur des buses, tandis que les fleuves et rivières sont traversés par des ponts.

### Anciennes routes nationales

#### Ex-Route nationale 3
L'ancienne route nationale 3 (RN 3), devenue route départementale en 2007, relie le port de Dégrad des Cannes au rond-point des Maringouins. Elle a été construite entre 1971 et 1973 afin de faciliter le transit des marchandises entre le port et le centre spatial guyanais de Kourou.
C'est sur cette route qu'a eu lieu le glissement de terrain dit « de Cabassou » en 2000 qui a vu se déverser 300 000 m3 de terre sur la chaussée faisant 10 morts (dont 2 automobilistes).

#### Ex-Route nationale 4
L'ancienne RN 4, devenue route départementale en 2007, située sur la commune de Matoury, relie le bourg de Matoury à Remire-Montjoly, entre le carrefour Califourchon et le carrefour Adélaide Tablon.

### Autres routes départementales
| Route départementale | Longueur (en mètres) | Communes traversées                               |
| -------------------- | -------------------- | ------------------------------------------------- |
| RD 1                 | 21 784               | Cayenne et Remire-Montjoly                        |
| RD 1BIS              | 1 186                | Cayenne (Avenue d'Estrées (Jean II d'Estrées))    |
| RD 2                 | 12 490               | Cayenne et Remire-Montjoly                        |
| RD 3                 | 4 770                | Cayenne                                           |
| RD 3BIS              | 860                  | Cayenne (Scource de Baduel)                       |
| RD 4                 | 1 267                | Cayenne (Route de Bourda)                         |
| RD 5                 | 37 827               | Macouria et Montsinéry-Tonnegrande                |
| RD 6                 | 61 467               | Matoury, Roura et Régina                          |
| RD 7                 | 16 507               | Sinnamary (Route de l'Anse)                       |
| RD 8                 | 33 581               | Mana                                              |
| RD 9                 | 33 307               | Mana et Saint-Laurent-du-Maroni                   |
| RD 10                | 12 240               | Mana (Route de l'Acouarany)                       |
| RD 11                | 15 558               | Saint-Laurent-du-Maroni (Route de Saint Jean)     |
| RD 11BIS             | 395                  | Saint-Laurent-du-Maroni (Route du Port)           |
| RD 12                | 6 265                | Montsinéry-Tonnegrande                            |
| RD 13                | 13 019               | Kourou (route de Guatémala                        |
| RD 14                | 3 493                | Montsinéry-Tonnegrande                            |
| RD 15                | 3 730                | Kourou                                            |
| RD 16                | 5 829                | Kourou                                            |
| RD 17                | 3 200                | Cayenne (Route Madeleine)                         |
| RD 18                | 3 200                | Cayenne (Rocade de Cayenne)                       |
| RD 19                | 5 529                | Matoury (route du Larivot)                        |
| RD 19BIS             | 500                  | Matoury                                           |
| RD 20                | 2 729                | Régina                                            |
| RD 21                | 895                  | Sinnamary et Saint-Élie                           |
| RD 22                | 20 598               | Mana et Awala-Yalimapo                            |
| RD 51                | 750                  | Saint-Georges (Guyane)                            |
| RD 51.1              | 3 200                | Macouria et Montsinéry-Tonnegrande (Route Mariva) |
| RD 53                | 2 120                | Saint-Laurent-du-Maroni (Route Saint Maurice)     |
| RD 54                | 3 000                | Maripasoula                                       |
| RD 55                | 3 000                | Saül                                              |
| RD 181               | 705                  | Cayenne                                           |
| RD 191               | 895                  | Matoury                                           |

## Réseau de pistes forestières

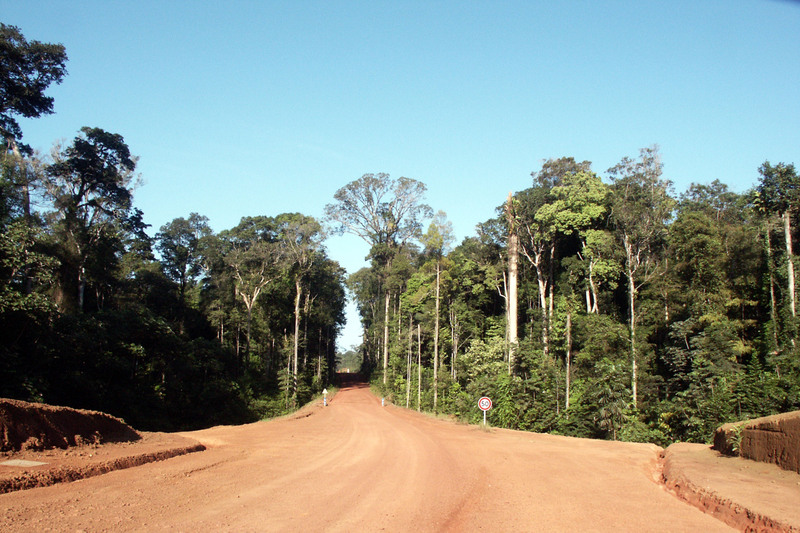
La RN 2 lors de sa construction se présentait comme une large piste forestière latéritique. Elle a ensuite été peu à peu bitumée. Localement, la route se fait plus étroite pour inviter les animaux à la traverser plus facilement là où la canopée est presque jointive. Ce rapprochement des "rives" de la route doit jouer le rôle d'écoduc. Il le joue, mais imparfaitement et seulement pour certaines espèces.

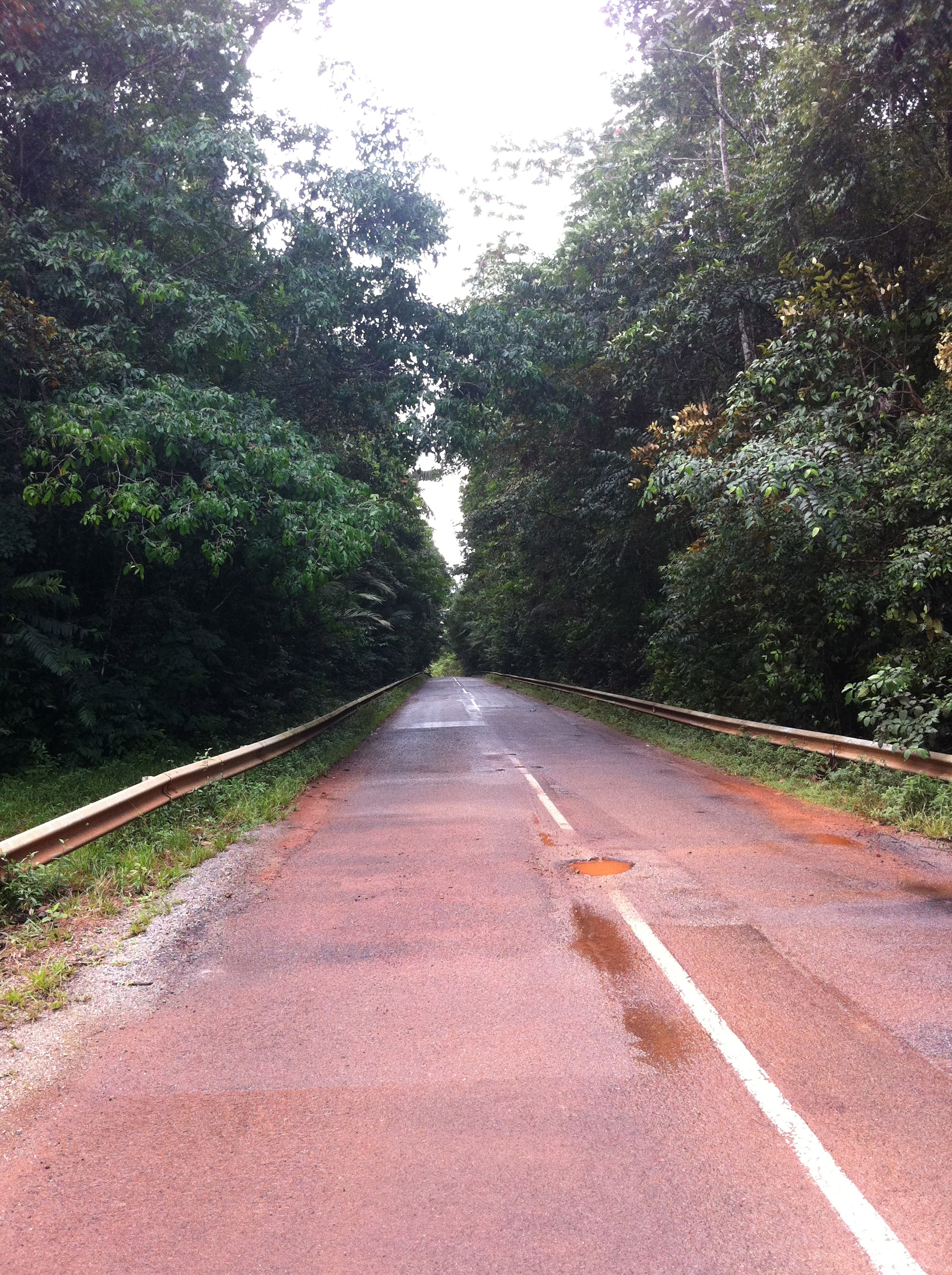
L'un des « passages écologiques » de la RN 2, destiné à diminuer l'effet de fragmentation forestière de la RN 2

Les pistes forestières sont parfois difficilement praticables et souvent interdites à la circulation. Ce sont des voies de communications théoriquement réservées aux activités d'exploitation forestière et d'orpaillage légal.
Les principales pistes sont :
- piste Maripa
- piste de Bélizon (150 km, lire son histoire)
- piste de Saint-Élie (qui ne mène pas à Saint-Élie)
- piste entre le lac de retenue du barrage de Petit-Saut et Saint-Élie (26 km)
- piste de Tonnegrande (elle mène au hameau de Tonnégrande à partir de la route de Montsinnéry)
- piste Coralie (la plus ancienne de Guyane, elle dessert le site de la mine Boulanger)
- piste de Risquetout
- piste d'Organabo
- piste de Paul Isnard
- piste Maripasoula-Papaichton

Existent aussi de très nombreux layons forestiers perpendiculaires aux routes, plus ou moins entretenus et matérialisés.
De nombreuses localités ne sont pas actuellement reliées au réseau routier bitumé : Ouanary, Camopi, Kaw (la route mène à un débarcadère), Saül, Saint-Élie, Grand-Santi, Papaichton, Maripasoula.

## Projets routiers
Il y a divers projets routiers qui sont plus ou moins aboutis :

### Route réalisée  (le début de laRoute du fleuveditefuture RN 5)
- route de Saint-Laurent-du-Maroni à Apatou. Il s'agit du premier tronçon de la route dite Route du fleuve et qui a été achevée en 2010.

Le coût de la route de Saint-Laurent-du-Maroni à Apatou fut de 58 millions d'euros pour une longueur de 54 kilomètres, financé pour plus de 90 % par la région Guyane, le reste étant financé par le FEDER. Elle permet de faire la liaison entre Apatou et Saint-Laurent-du-Maroni en environ 45 minutes alors qu'il fallait compter 4 heures de pirogue auparavant, ce qui permet aux lycéens scolarisés à Saint-Laurent de ne plus être scolarisé en internat.

### Routes non réalisées
- route de Saül (piste de Bélizon)
- route Kaw-Régina (quelques kilomètres ont été construits dans les années 1990)
- axe Saül-Maripasoula (en projet)
- axe Apatou-Maripasoula via Grand-Santi et Papaichton. Il s'agit de la prolongation, en plusieurs tronçons, de la route dite route du fleuve. La réalisation de ce projet est prévue dans un avenir lointain[5],[6].